# Senhor do Bonfim
Senhor do Bonfim es un municipio brasileño localizado en el interior de Bahía. Su población estimada en 2007 era de 97 519 habitantes (IBGE 2007) y posee un área de 817 km².
La ciudad está localizada al sur de la sierra del Ganado Valiente, extensión de la Chapada Diamantina, en la Cordillera del Espinhaço. Su altitud, en la región central de la urbe es de 453 metros sobre el nivel del mar.
En sus territorios se encuentran varias naciente de ríos, todos pertenecientes a la cuenca del Río Itapicuru.

## Historia
La historia de la formación de Senhor do Bonfim está directamente relacionada con la búsqueda de oro y piedras preciosas y a la introducción de la producción de ganado en el sertón bahiano. A fines del siglo XVI, portugueses pertenecientes a la Casa de la Torre, organizaban expediciones con destino al río São Francisco y en las minas de oro de Jacobina, iniciando la ocupación del interior de la provincia y la formación de vías de comunicación con el litoral.
El municipio fue creado en 1885.